# Музей Оранжері
Музей Оранжері (фр. Musée de l'Orangerie) — один з найпримітніших мистецьких музеїв Парижу. Тут зберігаються твори імпресіоністів, постімпресіоністів, а також твори Французької школи.

## Історія
Первинний проєкт будівлі належав архітекторові Фірмену Буржуа. Будівництво було завершене в 1852 році під керівництвом його наступника Луї Вісконті. Споруда використовувалася за прямим призначенням як оранжерея: для збереження в зимовий період чутливих рослин з парку Тюїльрі. Пізніше приміщення використовувалося як склад, казарма, концертний і спортивний зал. Тут проводилися промислові, садівничі виставки та виставки собак, а згодом і виставки живопису.
1921 року приміщення офіційно стало картинною галереєю. За сприяння тодішнього прем'єр-міністра Франції Клемансо, тут були виставлені вісім полотен його друга Клода Моне, подаровані художником державі. Художник і критик мистецтва Андре Масон назвав обидва зали, в яких виставлені полотна Моне «Сікстинською капелою імпресіонізму».
У 1959—1963 роках музей Оранжері поповнився 144 картинами з колекції Жана Вальтера та Поля Гійома.
У 2000—2006 роках музей Оранжері було відреставровано й розширено.

## Колекція
Музей Оранжері відомий насамперед завдяки двом залам з картинами Клода Моне «Лілеї». Ці полотна становлять у ширину 17 м і 2 м у висоту, тобто більше 100 квадратних метрів. Тут виставлена також інша відома картина Клода Моне — «Аржантей», одна з найбільш ранніх в колекції Вальтера-Гійома, написана до першої виставки імпресіоністів (1874). В колекції Вальтера-Гійома знаходяться також 20 полотен П'єра-Огюста Ренуара, пейзажі Сіслея, тропічні пейзажі Гогена, 13 робіт Сезанна (натюрморти й пейзажі), 9 робіт Анрі Руссо. В колекції є також багато робіт перших десятиліть XX століття: полотна Андре Дерена, Хаїма Сутіна, Моріса Утрілло, Пабло Пікассо (11 робіт), Амедео Модільяні (5 портретів), Анрі Матісса, Марі Лорансена та Кеса ван Донгена.

## Розташування
Музей розташований в I окрузі Парижа, в Саду Тюїльрі й межує з Площею Згоди. Навпроти розташований павільйон Же де Пом.

## Галерея

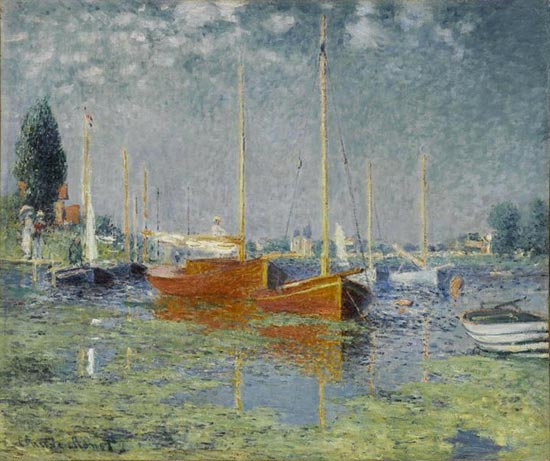
Клод Моне: Аржантей
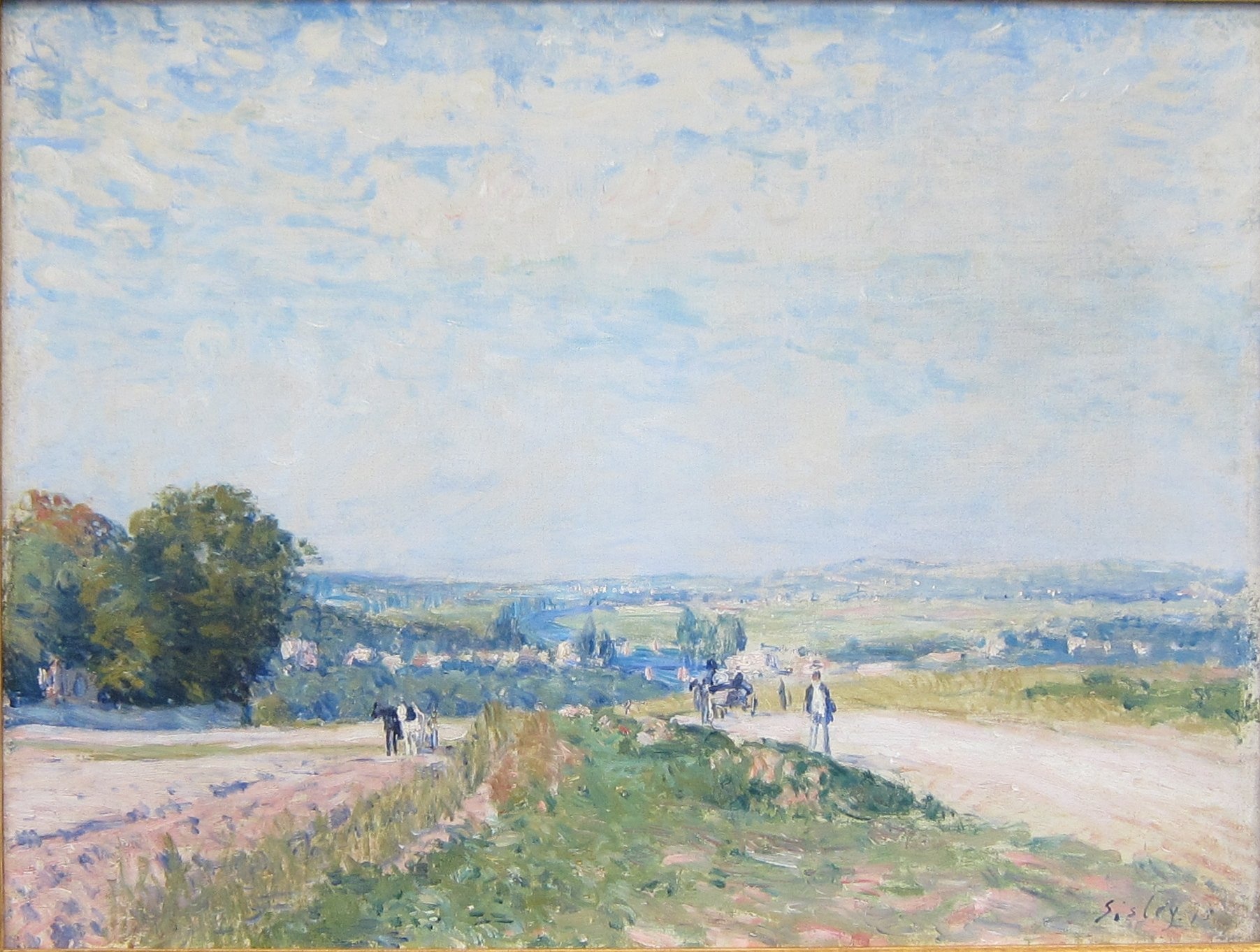
Альфред Сіслей: Дорога з Монб’юїсона до Лувсьєна
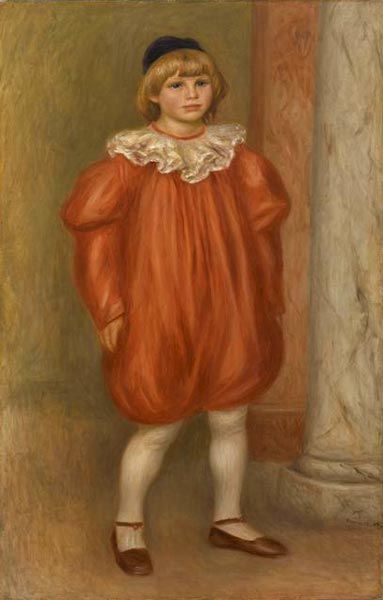
П'єр-Огюст Ренуар: Клод Ренуар в костюмі клоуна
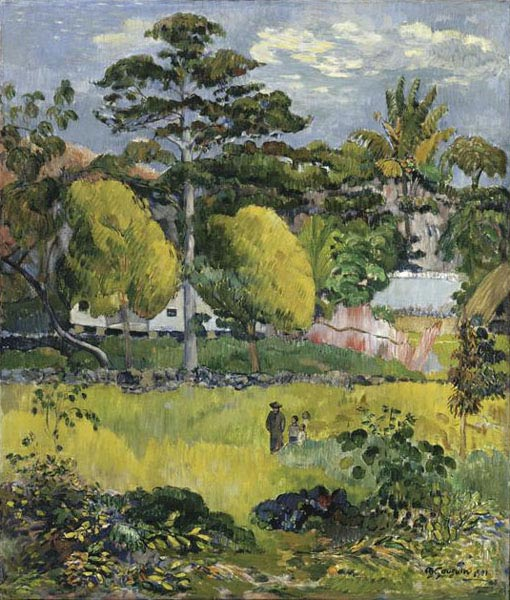
Поль Гоген: Пейзаж
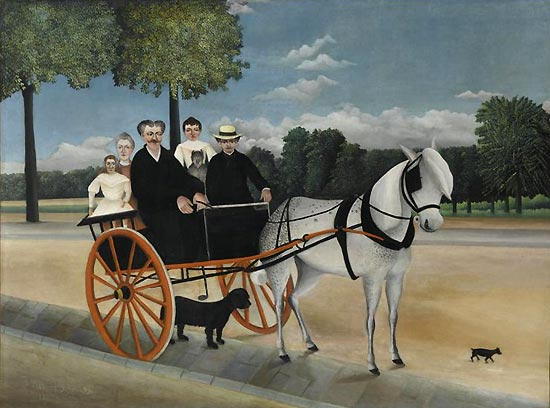
Анрі Руссо: Візок отця Жуньє
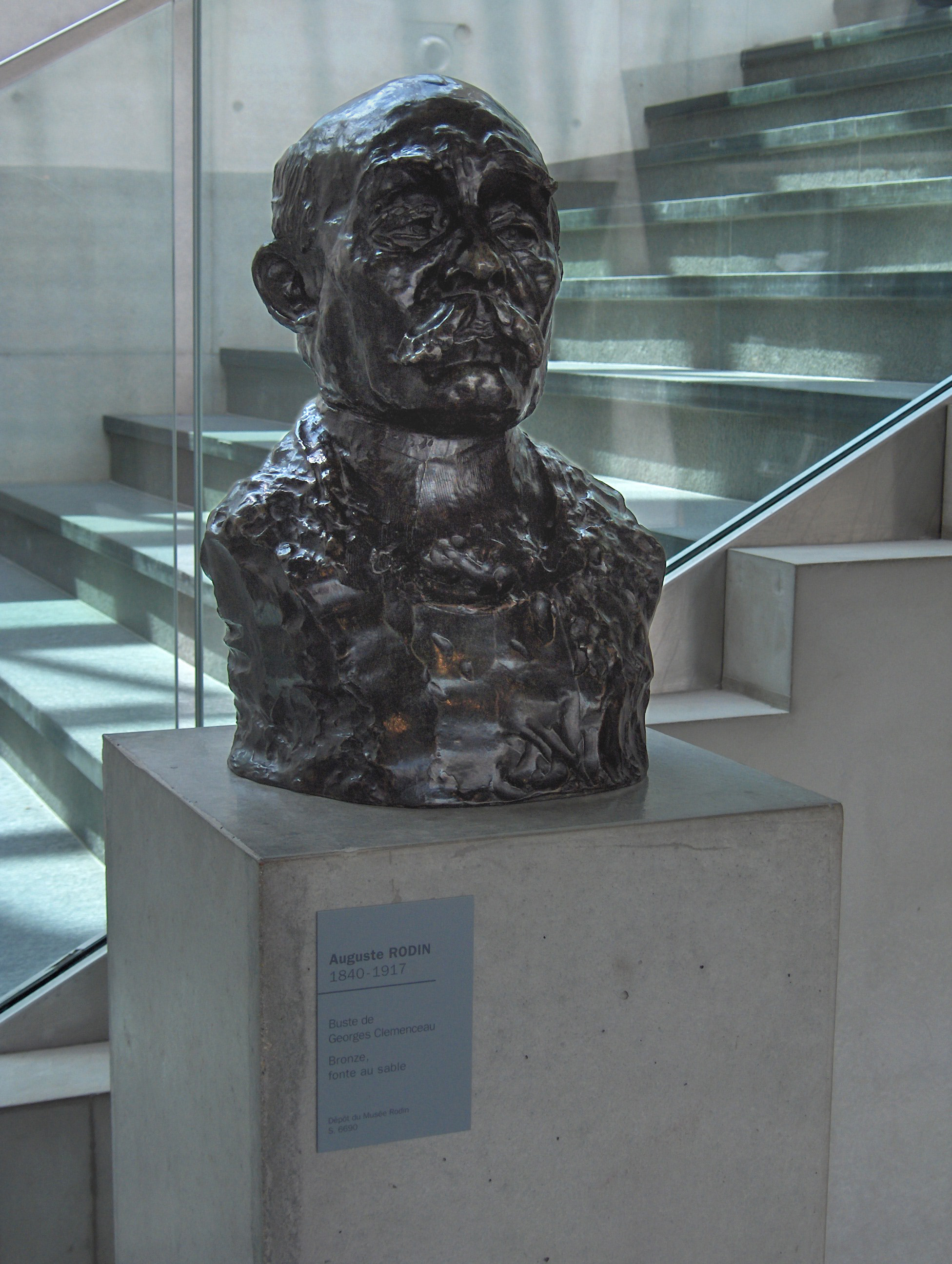
Огюст Роден: Клемансо
Поль Сезан: Портрет мадам Сезан
Амедео Модільяні: Поль Гійом